# Nazionale femminile di pallanuoto dei Paesi Bassi
La nazionale di pallanuoto femminile olandese è la rappresentativa pallanuotistica dei Paesi Bassi in campo femminile nelle competizioni internazionali.
La squadra è controllata dalla Koninklijke Nederlandse Zwembond (KNZB).

## Storia
Era una delle squadre più forti al mondo negli anni ottanta e negli anni novanta, detentrice del record di ori nella Coppa del Mondo (otto). Dopo una decina d'anni avari di risultati è tornata alla ribalta internazionale con la conquista dell'oro olimpico di Pechino 2008. Vanta nel suo palmarès due titoli mondiali e sei titoli europei.

## Risultati

### Massime competizioni
Olimpiadi
- 2000 4º
- 2008  Oro
- 2020 5º
- 2024  Bronzo

Mondiali
- 1986  Argento
- 1991  Oro
- 1994  Argento
- 1998  Argento
- 2001 9º
- 2003 6º
- 2005 10º
- 2007 9º
- 2009 5º
- 2011 7º
- 2013 7º
- 2015  Argento
- 2017 9º
- 2019 7º
- 2022  Bronzo
- 2023  Oro
- 2024 5º
- 2025 5º

Europei
- 1985  Oro
- 1987  Oro
- 1989  Oro
- 1991  Argento
- 1993  Oro
- 1995  Bronzo
- 1997  Bronzo
- 1999  Argento
- 2001 5º
- 2003 4º
- 2006 5º
- 2008 5º
- 2010  Bronzo
- 2012 6º
- 2014  Argento
- 2016  Argento
- 2018  Oro
- 2020 4º
- 2022 4º
- 2024  Oro

### Altre
Coppa del Mondo
- 1979  Argento
- 1980  Oro
- 1981  Argento
- 1983  Oro
- 1984  Bronzo
- 1988  Oro
- 1989  Oro
- 1991  Oro
- 1993  Oro
- 1995  Argento
- 1997  Oro
- 1999  Oro
- 2023  Argento
- 2025  Bronzo

World League
- 2005 7º
- 2006 5º
- 2010 7º
- 2015  Bronzo
- 2017 5º
- 2018  Argento
- 2019 4º
- 2022 4º

### Competizioni giovanili
- Campionato mondiale U20: 1

1995
- Campionato europeo U19: 4

1994, 1996, 2004, 2016

## Formazioni

### Olimpiadi
Giochi olimpici - Sydney 2000Boering • de Bruijn • Hiemstra • Kuipers • Leijendekker • Megens • op den Velde • Overdam • Peerenboom • Plugge • Quint • van den Berg • van der Weijden-Bast, CT: Jan Mensink
Giochi olimpici - Pechino 2008van der Meijden · Smit · Cabout · Hakhverdian · van den Ham · de Bruijn · van Belkum · Klein · van den Berg · Sijbring · Guichelaar · Koot · de Nooy., CT: Robin van Galen.

### Europei
Campionato europeo - Oslo 1985van Heemstra · van der Mark · Heljnert · Pesman · Hibbel · van den Heuvel · Bibo · Lindhout · Kranenburg · Libregts · Ossendrijver · Verdam · Walthie, CT: Peter van den Biggelaar
Campionato europeo - Strasburgo 1987van Heemstra · Boering · Brander · van den Veen · van den Water · van den Heuvel · Bibo · Sindorf · Kranenburg · Libregts · Ossendrijver · Verdam · Nijenhuis · Spijker, CT: Peter van den Biggelaar
Campionato europeo - Bonn 1989Perik · Boering · Brander · van den Veen · van den Water · van den Heuvel · Lindhout · Sindorf · Kranenburg · Libregts · van den Meer · Verdam · Nijenhuis · Spijker, CT: Peter van den Biggelaar
Campionato europeo - Atene 1991van der Boon · Boering · Hiemstra · Spijker · Kranenburg · Beijaard · Lindhout · Kuipers · van den Water · Libregts · Schram · op den Velde · Scherrenburg · Verdam, CT: Kees van Hardeveld
Campionato europeo - Leeds 1993van der Boon · Boering · Bast · van den Berg · Hiemstra · Kuipers · Leijendekker · Lindhout · Quint · Scherrenburg · Schram · Spijker · Verdam, CT: Kees van Hardeveld
Campionato europeo - Vienna 1995van der Boon · Bouwens · Bast · van den Berg · van der Boomen · Hiemstra · Kuipers · Leijendekker · Scherrenburg · Quint · Schram · op den Velde · Verdam, CT: Kees van Hardeveld
- Europei - Belgrado 2016 -  Argento:

Laura Aarts, Yasemin Smit, Dagmar Genee, Sabrina van der Sloot, Amarens Genee, Nomi Stomphorst, Marloes Nijhuis, Vivian Sevenich, Mau Megens, Isabella van Toorn, Lieke Klaassen, Leonie van der Molen, Debby Willemsz. CT: Arno Havenga
- Europei - Barcellona 2018 -  Oro:

Laura Aarts, Dagmar Genee, Iris Wolves, Sabrina van der Sloot, Bente Rogge, Nomi Stomphorst, Kitty-Lynn Joustra, Vivian Sevenich, Maud Megens, Ilse Koolhaas, Rozanne Voorvelt, Brigitte Sleeking, Debby Willemsz. CT: Arno Havenga.

### Altre
- Coppa del Mondo - Breda 1980 -  Oro:

Rita Heemskerk, Brigitte Hulscher, Hermine Perik, Ria Roos, Ingrid Scholten, Elly Spijker, Ann van Beek, Lieneke van den Heuvel, Greet van den Veen, Marga van Feggelen, Marijke Zwart.
- Coppa del Mondo - Breda 1983 -  Oro:

Anita Bibo, J. Boer, D. Heijnert, Janet Heijnert, Hermine Perik, Ria Roos, Ingrid Scholten, Elly Spijker, K. Sterkenburg, Ann van Beek, Marion van der Mark, Greet van den Veen, Madeline van Heemstra.
- Coppa del Mondo - Christchurch 1988 -  Oro:

Anita Bibo, Hellen Boering, Irma Brander, Monique Kranenburg, Hermine Perik, Ria Roos, Patricia Libregts, Janny Spijker, Alice Lindhout, Anita Nijenhuis, Lilian Ossendrijver, Greet van den Veen, Lieneke van den Heuvel, Hedda Verdam.
- Coppa del Mondo - Eindhoven 1989 -  Oro:

Ilse Sindorf, Hellen Boering, Irma Brander, Monique Kranenburg, Hermine Perik, Janny Spijker, Patricia Libregts, Astrid van der Meer, Alice Lindhout, Anita Nijenhuis, Esmeralda van den Water, Greet van den Veen, Lieneke van den Heuvel, Hedda Verdam.
- Mondiali - Perth 1991 -  Oro:

Helen Boering, Irma Brander, Edmee Hiemstra, Monique Kranenburg, Karin Kuipers, Patricia Libregts, Alice Lindhout, Marjan op den Velde, Lilian Ossendrijver, Janny Spijker, Karla van den Boen, Esmeralda van der Water, Hedda Verdam.
- Coppa del Mondo - Long Beach 1991 -  Oro:

Angelique Beijaard, Hellen Boering, Edmee Hiemstraa, Monique Kranenburg, Karin Kuipers, Janny Spijker, Patricia Libregts, Marjan op den Velde, Alice Lindhout, Liljan Ossendrijver, Esmeralda van den Water, Rianne Shram, Karla van den Boen, Hedda Verdam.
- Coppa del Mondo - Catania 1993 -  Oro:

Ellen Bast, Hellen Boering, Edmee Hiemstraa, Ingrid Lienjendekker, Karin Kuipers, Janny Spijker, Sandra Nieuwenburg, Carla Quint, Alice Lindhout, Gillian van den Berg, Rianne Shram, Karla van den Boen, Hedda Verdam.
- Coppa del Mondo - Nancy 1997 -  Oro:

Ellen Bast, Marjan op den Velde, Edmee Hiemstraa, Ingrid Lienjendekker, Karin Kuipers, Mirjam Overdam, Sandra Nieuwenburg, Carla Quint, Marielle Schothans, Gillian van den Berg, Suzanne van den Boomen, Karla van den Boen, Carla van Usen.
- Coppa del Mondo - Winnipeg 1999 -  Oro:

Hellen Boering, Marjan op den Velde, Edmee Hiemstraa, Daniëlle de Bruijn, Mariette Koehorst, Mirjam Overdam, Karin Kuipers, Patricia Libregts, Ellen van der Weijden, Gillian van den Berg, Karla van den Boen.
- Mondiali - Kazan' 2015 -  Argento:

Laura Aarts, Miloushka Smit, Dagmar Genee, Catharina van der Sloot, Amarens Genee, Nomi Stomphorst, Marloes Nijhuis, Vivian Sevenich, Maud Megens, Isabella van Toorn, Lieke Klaassen, Leonie van der Molen, Debby Willemsz. CT: Arno Havenga